# Ткач Анатолій Степанович
Анато́лій Степа́нович Тка́ч (11 квітня 1939, Дніпропетровськ, УРСР, СРСР — 2 серпня 2006, Дніпропетровськ, Україна) — український художник, працював в царині пейзажу та тематичних картин. Член спілки художників СРСР (1974). Заслужений діяч мистецтв УРСР (1979).

## Життєпис
1965 року закінчив Дніпропетровське художнє училище, 1972 — Київський художній інститут по класу В. Шаталіна.
З 1955 року брав участь в обласних, республіканських — 1972, та всесоюзних виставках — 1973.
Його твори зберігаються в Дніпропетровському художньому музеї, Дирекції художніх виставок НСХУ.
Серед творів —
- «Комунари»,
- «Метал і люди» — 1972,
- «Поєдинок» — 1973,
- «Зварювальниця ДП-9 А. Максименко», 1973,
- «Романтики дев'ятої» — 1974,
- «Мирний ранок» — 1975,
- «Гірники Кривбасу» — 1975,
- «Липень. 1918 рік», 1976,
- «Фронтова весна», 1979,
- «Комунари», 1980,
- «Метал іде», 1981,
- «Мої герої» — 1981,
- «Седнів», 1982—1986,
- «Молодший сержант — син полку А. П. Володін», 1983,
- «Фронтова весна», 1985,
- «По Криму», 1986—1993,
- «Шторм», 1987,
- «Пам'ятаю!», триптих, 1990,
- серія натюрмортів «Квіти з Єгоріно», 1985—1996.

Багато займався громадською роботою. Керував Дніпропетровською обласною організацією художників з 1974 по 1989 рік.